# 国民公会
国民公会（こくみんこうかい、仏: Convention nationale, 英: National Convention）は、フランス革命期の1792年9月21日から1795年10月26日（共和暦4年霧月4日）まで存在したフランスの一院制の立法府で、諸委員会を通じて執行権をも握っていたので、同時に行政府の役割も担った革命政治の中央機関である。
1792年、パリ市民がテュイルリー宮殿を襲撃した8月10日事件で王政が打倒されたことで、立法議会は法令を発してルイ16世の王権を停止した。誕生を予告された新議会はロベスピエールの事前の提案で「国民公会」という名称に決まり、選挙もフランス革命中では唯一となる男子普通選挙（ただし間接選挙）で実施された。
国民公会は、会期2日目の9月21日に共和国宣言を行って第一共和政に移行し、王政は廃止された。ルイ16世は国王裁判にかけられて処刑された。1年後に革命暦が創設されたとき、振り返って1792年9月22日が共和元年元日と定められた。当初は前憲法の修正を目的として召集されたが、フランス革命戦争とヴァンデの反乱などの内戦という危機的状況にあって、超法規的体制を維持する必要が出て、人民主権を体現する革命独裁の権力の根源として顕在化した。
国民公会は、1793年6月2日のジロンド派追放と、1794年7月27日のテルミドールのクーデターとを境に3分される。最初がジロンド派と山岳派の抗争の時期、次が山岳派独裁の時期で、最後がテルミドール派が反動政治を行った時期である。クーデター以後は末期国民公会などとも言い、行政府は解散同日に総裁政府に、立法府も新たに誕生する二院制議会（元老会と五百人会）に、それぞれ引き継がれた。さらに後、王政復古となると、元国民公会議員の455名が国王弑逆者として認定されて追放された。

## 選挙
1792年8月11日、立法議会は、国民公会の選挙規定を発布した。国民を能動的市民と受動的市民に分けた従来の選挙制限は廃止され、年齢も引き下げられた。旧憲法が禁止していた帰化外国人にも門戸が開かれ、無産市民も等しく投票権を持てたが、従来通り、権利は男性だけで、当時二級市民と考えられていた奉公人や召使いも除外された。このように現代とは異なる例外はあるが、一般にフランスで初めて普通選挙の原則で行われた選挙であったと認識されている。
選挙の方法については立法議会の時とほぼ同じ間接選挙であった。すなわち一般有権者がまず第一次集会で選挙人を選出し、次に選挙人が選挙人集会で集まって議員を選出するという、二段階選挙方式である。ただしこの従来通りの方法には反対も多く、第一次集会による直接選挙を望む声も多かった。そこでロベスピエールの主張により、選挙会での選挙人の選択は第一次集会の承認を得る必要があるという補足が付け加えられた。
パリの選挙は、8月10日事件の勝利者であるパリ・コミューン（）が主導した。自市市会は8月12日に王党派系新聞を全て発禁処分とし、8月17日には王党派支持者名簿なるものも公開して彼らに投票しないように仕向けて、あからさまに彼らの選挙運動を妨害した。他方で共和派系新聞は無料で配布された。政治情勢を反映して全国的にも共和運動が盛んで、ジャコバン派内部の派閥争いは選挙期間は休止され、短い期間であったが愛国的な団結があった。
法令によって第一次集会は8月26日から、選挙人集会は9月2日から開催されることが決まっていた。投票は用紙ではなく指名点呼で行われた。
ところが折角、普通選挙となったにもかかわらず、選挙自体は振るわなかった。貧民である日雇労働者は日給を失うのを嫌って投票所に行かず、職人など中産階級の労働者も一部の例外的な選挙区を除いて投票することは希だった。彼らはもっと身近なコミューン選挙には関心を持ったが、国政選挙にはあまり関心がなかったからである。王党派やフイヤン派、元貴族は、猜疑の目に晒され、槍玉に挙がるのを恐れて投票を辞退した。登録された約700万人の有権者は、数の上では立法議会選挙時の2倍であったが、このうちで投票したのは1割程度の70万人に過ぎなかったと考えられている。結局のところ、従来通りにブルジョワ階級と地主層が選挙人集会を仕切り、ほとんど至る所で多数を占めた。彼らの手で王党派と極左分子の両方が弾き出された。労働者階層で議員に選ばれたものは2名のみである。
選挙の結果は、8月10日事件で妥協的態度をとって民衆の支持を失っていたジロンド派を抑えて山岳派が躍進し、残りはどちらでもない中道的な議員が新議会の多数を占めることになった。
選挙が概ね山岳派の勝利という結果となったことで、前述の第一次集会での議員審査という話は反故になった。これはもともとジロンド派の大量当選を阻むための措置だったのである。しかしこの態度の豹変に直接民主制支持者が多いパリの地区コミューンは怒って抗議した。これを宥めたのが、ジャーナリストでありコミューン総代補佐のエベールであった。第一線の活動家が国民公会議員となって転出していった後で、彼のような二線級の活動家が民衆の間で浸透して台頭していった。
- 選挙権

1年以上フランスに居住して自分の収入で生活する勤労者で、奉公人や召使いの身分ではない、21歳以上のすべてのフランス人は、能動的市民と同じように第一次集会で投票することを認める。（第2条）
- 被選挙権

選挙人および議員になる資格は、上記の選挙権を持ち、かつ25歳以上のすべてのフランス人に認める。（第3条）

## 構成

1792年9月選挙時の新議会構成。色は山岳派、平原派、ジロンド派を表しているが、当時は政党というものがなく、議員の信条や派閥は必ずしも明確ではなかった。そのため後世の学者の独断による分類の具体的な勢力数は出典によってまちまちで、上図は一例に過ぎない。ただし平原派のような中間派が最多であったことは学者間の共通認識である

### 議員
選挙は全国で投票が行われ、約2週間前後で終了した。 
議員の定数は、フランス本土の749名に、植民地および新県制度のもとフランスに併合されてその一部となった地域から派遣された議員とを合わせた33名を加えて、総数は782名であった。ただし海外植民地からの参加は少数で、ほとんどが会期開始に間に合わなかった。同時に補欠議員も321名選ばれたが、同じ人物が複数の選挙区で当選した例がかなりあり、辞退者も相当数出たので、補欠議員が繰り上げとなって補充され、結果的に補欠議員は298名となった。
議員は、会期中に辞任したもの、病死や刑死、追放、投獄、恐怖政治の犠牲や亡命など、何らかの理由で職務を遂行できなくなって、さらに補欠議員と代わったケースがあるが、逆に代理が立てられなかったケースもあって、議員の数は次第に減っていった。追放されたジロンド派議員の中にはテルミドールのクーデター後に復帰を果たした者もいたが、国民公会が存在する間には新たに選挙はなく、欠員の補充は補欠議員を含めて行われなかった。
派遣議員などに選ばれて長期間パリを離れ、職務のために地方や軍へと送り出されていた議員が百名前後いて、実際に公会に出席していた議員数は定数よりも遙かに少なかった。その上、議決時も点呼を行うことはなかったので、ある日の国民公会の出席議員数が何人であったかを特定するのは困難である。史料として分かる最大出席者数はルイ16世の裁判の第1回投票（1793年1月15日）における721名で、最小はわずか186名（1793年7月25日）であったが、平均出席者数も半数に満たない250〜260名程度であったと言われている。公会では多数決の数の論理よりも民衆への影響力が物を言った。それで有力議員が本会議に臨む前にジャコバン・クラブで演説して、事前に民衆の支持を獲得するということがよく見られた。
国民公会には様々な階級出身者が参加していたが、最も多数を占めた前職は、弁護士や公証人など法律関係者であった。フランス革命の指導者になった著名な政治家のほとんどは法律の学位を持っていた。次に多いのは地方行政官、司法官で、大商人や地主は意外に少なく、前述のように労働者（職人）は2名だけだった。議員経験者は270名で、うち前憲法制定国民議会議員は89名、前立法議会議員は181名であり、結果的に前議会の議員の75%は落選するか辞退したので、大部分は新人議員という刷新された議会になった。

### 議場

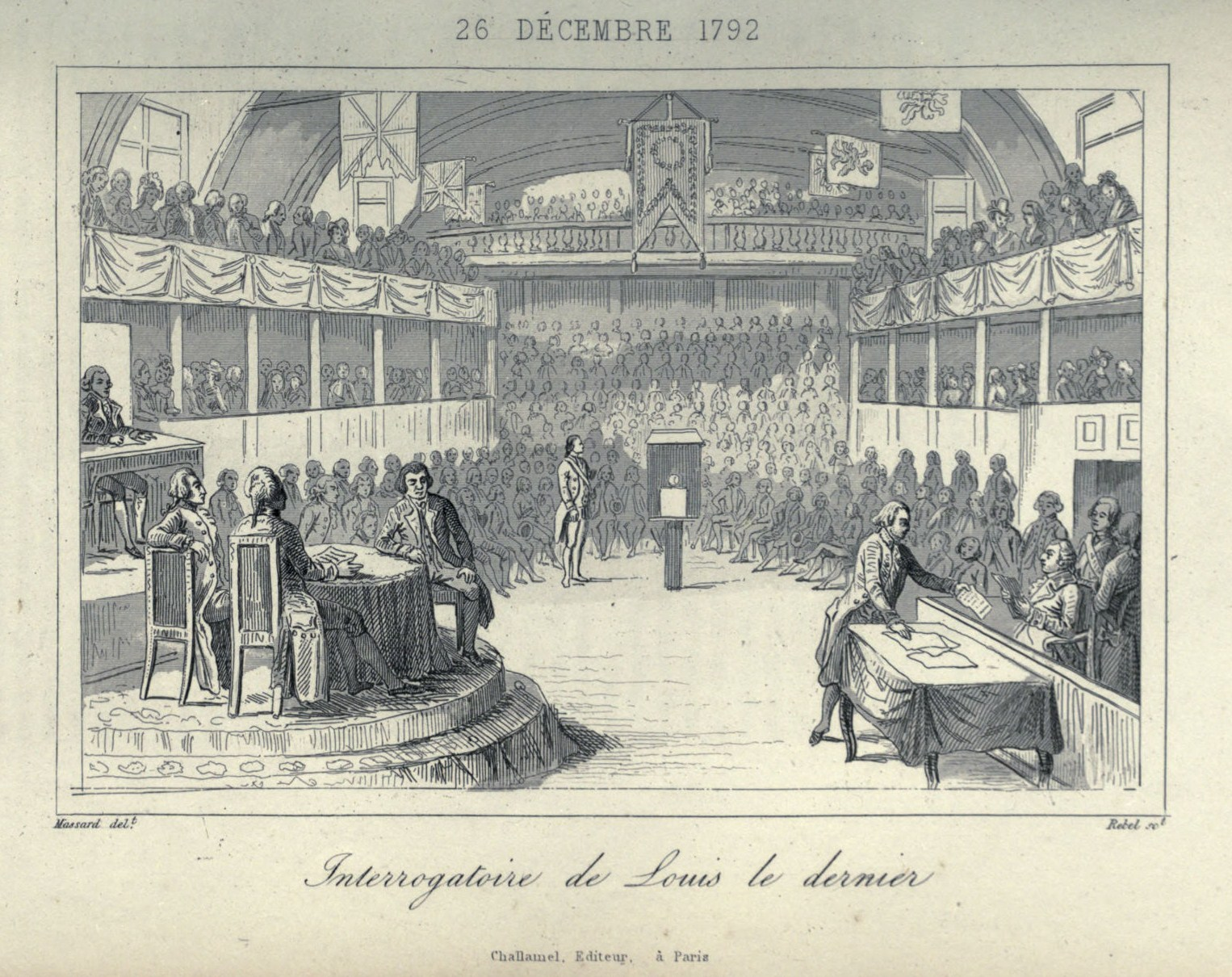
屋内馬術練習場で行われた国王裁判（1793年1月）

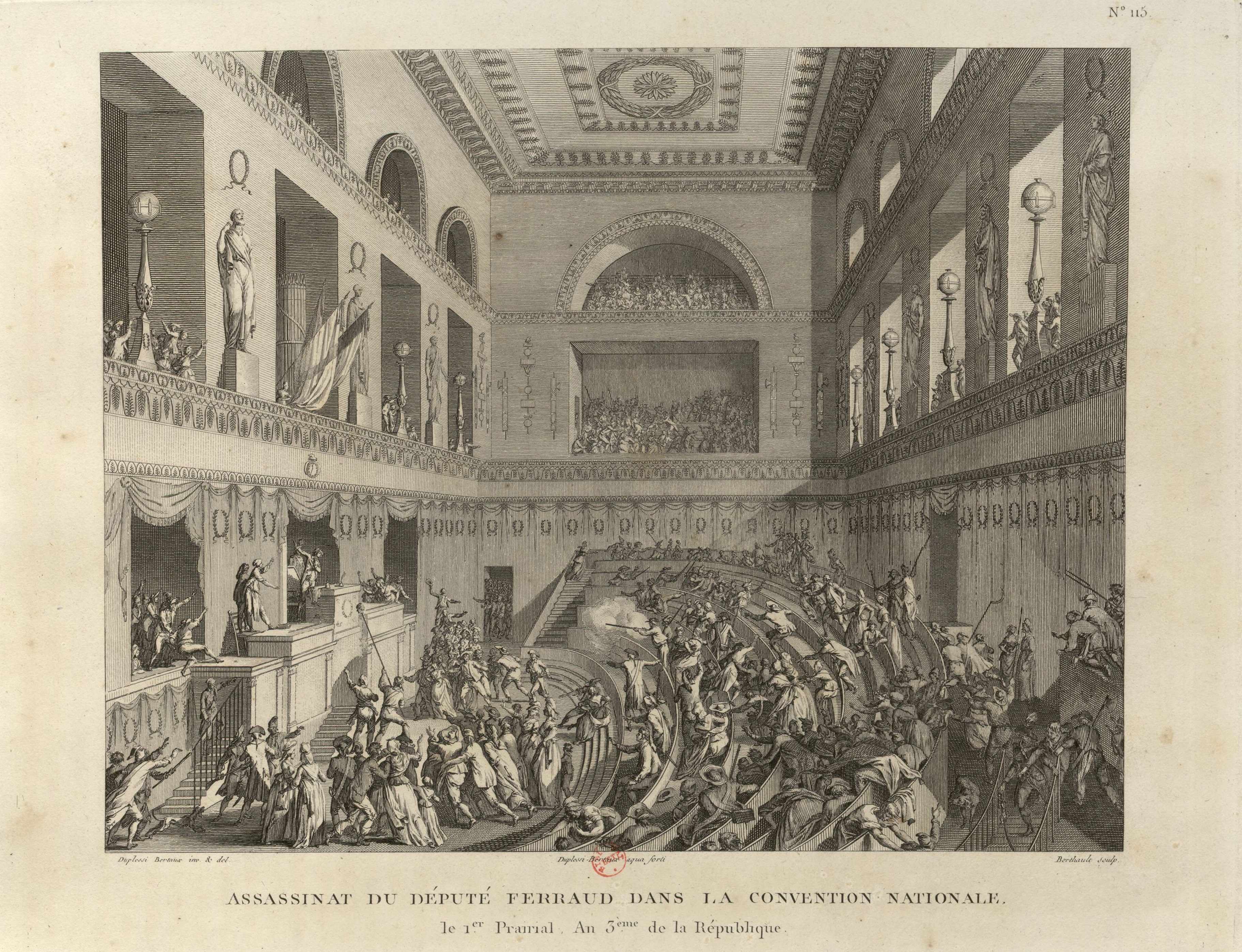
テュイルリー劇場での議事中の暗殺事件（1795年5月）

国民公会の第1回議会はテュイルリー宮殿の大広間で開催された。それ以後は立法議会の議場と同じ屋内馬術練習場に戻った。ここは庭園の離れにあり、ジャコバン・クラブとは通り向かいに位置した。議場の座席は両側に対面するような配置の低い階段状ベンチで、右手が右派（政権側）と左手が左派（野党側）という伝統が古くからあった。しばしば「洞窟のような」と表現されるこの議場は、音響が悪く、声量のあって声の通る雄弁家の議員が人気を博した。
1793年5月10日からは大人数を収容できるテュイルリー劇場に議場が移された。この議場の座席は片側だけの配置で、対面して演壇と議長席、書記席が設けられていた。座席は劇場スタイルの半円形ベンチで、かなり高くまで階段状に席が設けられていた。このため座席に高低によって派閥が分かれることになり、下方の席に座った中間的な派閥が平原派と呼ばれ、対して上方の席に座った派閥は山岳派と呼ばれた。しかしどちらの議場でもベンチに仕切りはなく、議員の座席は決まっていなかったので、気ままに、ばらばらに散らばって座っている状態であった。
議場内の二階は傍聴席になっており、傍聴する民衆や請願者が陣取って討議に割って入ったり、喝采したり、怒号を浴びせたりして議事進行に影響を与えた。議場での武装は禁止されていたが、治安に問題があり、実際に議事の後で不満を持った傍聴人に殺害された議員が数名いる。民衆の感情を損ねるような発言をすることは議員にとって命がけで、公会は大衆世論に流されやすい環境にあった。

### 運営
国民公会の議事規則によると、事務局は1名の議長と、6名の書記からなり、議長は2週間（革命暦で20日）ごとに指名点呼によって改選され、2週間の間隔を置けば再選も許された。議長が欠席した場合は、最も新しい前議長が代行した。書記の任期は4週間（革命暦で40日）で、2週間ごとに半分ずつ改選された。最初の国民公会議長には圧倒的多数でペティヨン (Jérôme Pétion de Villeneuve) が選ばれ、書記6名全員（コンドルセ、ラボー＝サン・テティエンヌ、ブリッソー、ヴェルニヨー、カミュ、他一名）がジロンド派から選ばれた。
本会議は、原則1回で、まず前日の議事録の朗読から始まり、次に細々とした取り決めごとの裁可、そして午後になってようやく法案の審議が始まるのが通常だった。規則では午前9時から開会すると決められていたが、現実には10時以後の遅くに始まることがほとんどで、午後4〜5時まで続いた。夕方の開会も少なからずあり、議事延引により深夜に至ることも頻繁だった。夜の会議が開かれて夜8時や9時から翌朝夜明けまで続けられたり、特別な場合には無期限の会議開会が宣言され、間断なく数日に及ぶ開催となることすらあった。
議場が混乱して平静に戻らないときには、議長が着帽するという面白いルールがあった。議長が着帽すると、議員はただちに着席して沈黙しなければならないという決まり事であった。動議は4名以上の支持があれば審議に掛けられ、憲法または法令に関する動議は最低でも2回（2日以上）の審議を必要とした。逆に言えば、立法に関係しない動議であれば即日採択できたので、逮捕命令等、クーデターのときなどに利用された。議決は、起立投票によって決めることがほとんどであったが、わずかではあるが重要な採決では指名点呼 (fr:Appel nominal) が行われた。

## 権力

### 革命政府
立法議会は自らの役目を終える前に、王権停止の諸法令（1792年8月10日）で「祖国を救うあらゆる手段を行使するもっとも神聖な義務は立法府にあること」を宣言した。これは首長たるルイ16世が持っていた執行権を停止した後は、新議会である国民公会がその代わりとなって、人民主権の名のもとに権力を独占、言い換えれば独裁する旨を前もって暗に明らかにしたものであった。それは戦時下という非常事態を前提にしたものであったが、この例外的ともいえる権力構造の継続を約3年に渡って許したことは、国民公会の大きな特徴であった。
モンテスキューの権力分立論からすれば、これは権力の混在にほかならなかったが、この行政と立法の混濁こそが革命政府の定義である。フランス革命では高等法院と過去に争った反省から、1791年憲法においてすでに司法権は1ランク低いものと見なされ、三権は同等に扱われていなかった。王政打倒の直後は、臨時行政会議 (fr:Conseil exécutif) を開いて6名の大臣主導で行政府を構成したが、国王存在の不在を補うことができなかった。オルレアン公爵やブラウンシュヴァイク公爵、ヨーク公爵を新国王として迎える案も取りざたされたが、選挙の段階でどれも国民の強い反対にあった。1792年9月21日、国民公会の初会議で、国民公会議長をフランス大統領にしようというマニュエル (Louis Pierre Manuel) の提案は退けられ、アメリカのような大統領制にはしないことを議決しただけではなく、王制を思い起こさせるようなものは一切廃止するという極端な取り決めを拍手喝采で採択した。クートンは独裁、三頭政治や護国卿政治（） (fr:Protectorat) のような寡頭制をも拒否するように提案し、これにはダントンが異議を唱えたが、採択された。次にコロー・デルボワがいよいよ王制廃止を提案し、これに賛同するグレゴワール司教は「王朝とは、人民の血をむさぼりのんだ暴食人種以外の何者でもなかったのだ」と王制への憎悪を述べ、慎重論を退けて、「宮廷は犯罪の工場であり、腐敗の中心であり、暴君の洞穴である。諸王の歴史とは、国民の犠牲者名簿である」と意気込んで、熱狂のうちに満場一致で採択された。国民公会はついに共和制を宣言し、国王存在に代わる地位を設けることなく、公会自身でそれを担うことになった。

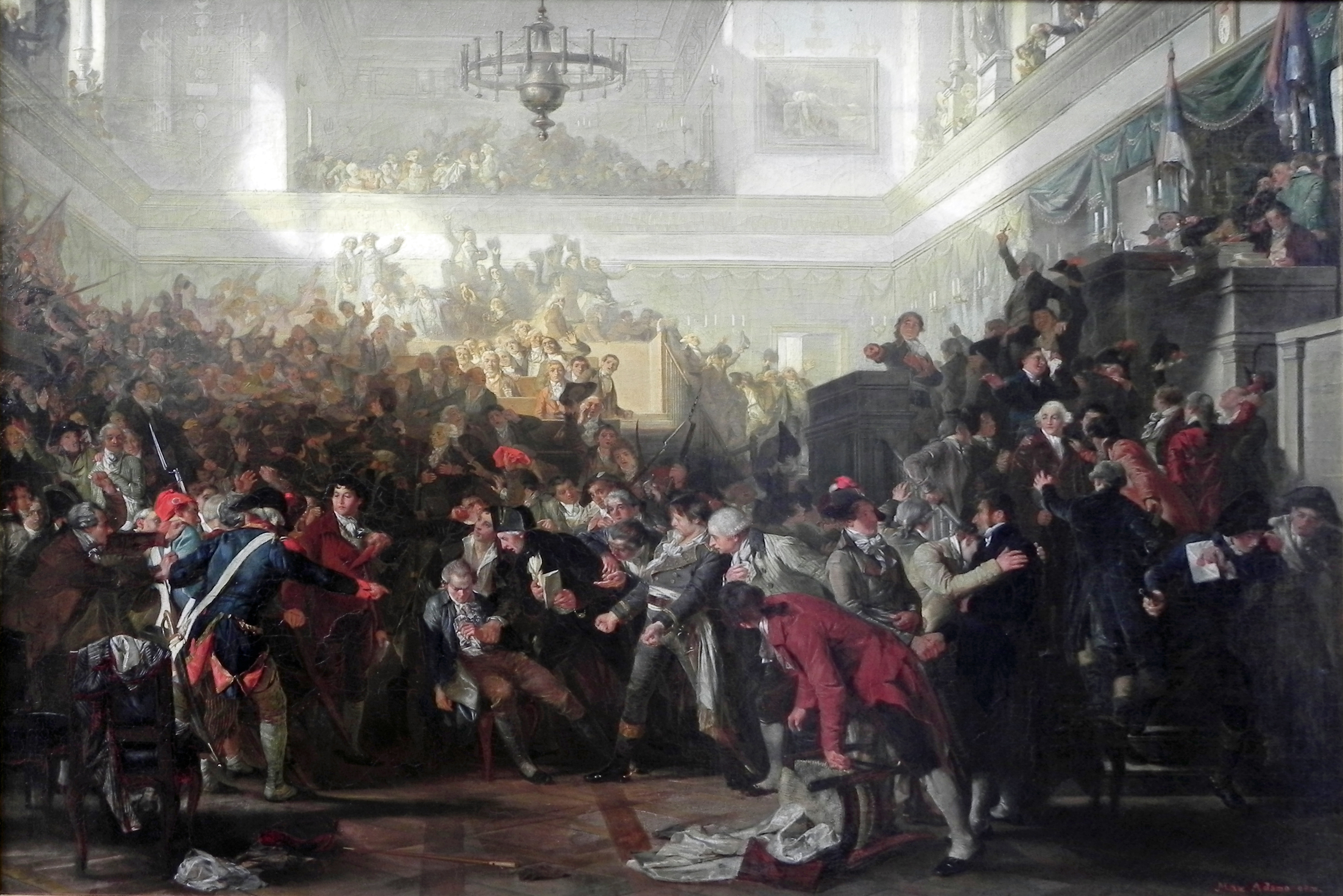
『国民公会でのロベスピエールの打倒』マックス・アダモ作（1870年）

こうして「政治の動力の唯一の中心」と定義された国民公会は、共和国の内外の脅威を取り除くという名目で急速にその権力を伸張させた。実際、状況は切迫しており、強権的かつ専断的に諸事を断行する必要にも迫られていた。1793年6月24日、新しく1793年憲法を制定したが、その施行を無期限に延期した。公会内部に諸委員会が設けられ、大臣はその下で決定に従うという組織に改組された。事実上、立法府が議員を通して行政権をも行使するようになって中央機関としての公安委員会が形作られていくことになった。派遣議員制度ではこの権力の浸透は地方行政と軍隊にまで及んだが、このような権限の強化と集中は恐怖政治の運営には不可欠のもので、中央集権制を押し進めて王政時代および立法議会の地方分権とは決別した。
国民公会は建前としては独裁を否定していたが、革命政府は立憲主義を放棄して無制限の権限を持っていたのであるから、事実上の議会独裁であり、委員会の台頭後は、委員会独裁であった。そして10月10日にはついにサン＝ジュストによる革命政府宣言に至るわけである。公安委員会を頂点とする権力構造は12月4日のフリメール14日法によって完成された。臨時行政会議は1794年4月1日のジェルミナル12日の法令で廃止されるまで存続したが、省間調整の場に過ぎず、公安委員会の監督下に置かれた。
国民公会は、1年目に急進勢力（山岳派とコルドリエ派）が実権を握ったが、勢力の衰えたジロンド派も全く影響力を失ったわけではなく、巻き返しに躍起になった。しかし激しい抗争も、1793年6月2日、エベール派に扇動された民衆蜂起によってジロンド派議員の追放という形で幕を閉じた。以後は山岳派独裁（ジャコバン派独裁）となり、革命裁判所を強化し、国民総動員法と反革命容疑者法、一般最高価格法を成立させた。国民公会は最盛期を迎えるが、独裁政治は内部崩壊して、テルミドールのクーデターによって瓦解した。しかしこれで国民公会が終わったわけではない。
国民公会はそれまでの間に有力議員のほとんどをギロチン送りにするか追放処分としていたので、テルミドール反動期の末期国民公会はわずかな生き残りと二流の議員で構成された。この公会は、恐怖政治を過去のものにしようと統治機構をジロンド派追放前に戻そうとしたが、同時に国家経済を破綻させ、アッシニア紙幣は紙くずとなり、パンの価格を高騰させた。怒れる民衆を抑えるために、パンと1793年憲法の施行を求めるサン・キュロットを二度に渡って徹底的に弾圧し、白色テロを展開した。反動の急先鋒となったフレロンとタリアンはジャコバン・クラブから除名されるが、逆にミュスカダン (Muscadin) を率いて暴力でジャコバン・クラブを占拠し、11月12日には閉鎖してしまった。公会が三分の二法によって旧国民公会議員の3分の2がそのまま無選挙で次の議会でも議員資格が得られるようにした時、反発した民衆は王党派と協力してヴァンデミエールのクーデターを起こしたが、やはり鎮圧された。しかし右派（王党派）の台頭によって左派への弾圧も終わった。結局、極端な反動主義者たちも失脚し、追放された。新しい総裁政府は穏健共和派によって組織された。
一方、革命政府となった国民公会への反省から、新憲法（1795年憲法）では立法と行政を完全に分割するように構想された。しかし行政府である総裁政府の立法への関与をあまりに完全に排除したことで、逆に立法と行政の対立を招いたことから、調停者としての軍隊が台頭することになる。

## 体制

### 臨時行政会議
臨時行政会議は、立法議会が1792年8月15日の法令で国民公会の成立に先立って最初に設置した行政府である。しかし国王存在に代わって、議会が大臣を任命しており、当初から立法府に従属する行政府という立場であった。このようにフランス革命では権力分立の原則は否定ないし無視されていた。臨時行政会議は、当時立法議員でなかった者から6名が選ばれて大臣とされた。構成は、司法、海軍、外務、内務、陸軍（戦争）、財務で、従来のフランスでは首相という地位は存在しなかった。しかし最初に選ばれた6名のうちの１人に有力政治家のダントンがいたため、実際的には彼が首相のように半年ほど振る舞った。

臨時行政会議、つまり大臣の権限は、公安委員会が整備され、権力を増すほどに弱まった。当時のフランスでは、大臣制度はアンシャン・レジームのものであるという印象が強かったため、大臣に大きな権限を与えることを忌避し、また実際の大臣の役割を果たしていた公安委員を大臣と呼ぶことも拒んだ。臨時行政会議は、独自に（調査権限を持つ）委員を各地に派遣する権限がある組織の一つであったが、その委員は派遣議員の監視対象の一つでもあった。結果として、臨時行政会議も大臣も、国民公会に変わって公安委員会への報告義務を持つなど、行政官僚のような立場になっていった。1794年4月1日のジェルミナル12日法によって臨時行政会議は廃止され、十二行政委員会へと移行した。

### 諸常任委員会
国民公会が立法だけではなく、直接行政に関与できたのは、主として常任委員会を通じてであった。憲法制定議会、立法議会と同じく、国民公会も召集直後から立法及び行政上の目的で議会内に常任の委員会を必要とした。1792年9月28日から1793年5月4日にかけて次々と設立され、法令によってその権限を拡大し、国家を運営した。
委員会は設立順に、24名からなる戦争委員会（陸軍委員会） (fr:Comité militaire ou de la guerre) 、9名からなる憲法委員会（Comité de Constitution）、18名からなる議場委員会 (fr:Comité des commissaires inspecteurs de la salle, du secrétariat et de l'imprimerie) 、24名からなる農業委員会（Comité d'agriculture）、24名からなる地方行政委員会 (fr:Comité de division) 、16名からなる商業委員会（Comité de commerce）、9名からなる法令委員会 (fr:Comité des décrets) 、20名からなる海軍・植民地委員会 (fr:Comité de la marine et des colonies) 、30名からなる保安委員会 (fr:Comité de sûreté générale) 、42名からなる財政委員会 (fr:Comité des finances) 、24名からなる土地委員会 (fr:Comité des domaines) 、9名からなる外交委員会（Comité diplomatique）、24名からなる公教育委員会 (fr:Comité d'instruction publique) 、24名からなる公的救護委員会（Comité de secours publics）、48名からなる立法委員会 (fr:Comité de législation) 、24名からなる清算・監査委員会 (fr:Comité de liquidation et examen de comptes) 、24名からなる陳情書・通信委員会 (fr:Comité de pétitions et de correspondance) 、主要委員会から3名ずつ派遣されて計21名からなる総防衛委員会 (fr:Comité de défense générale) とその後身の公安委員会、12名からなる土木委員会（Comité des ponts et chaussées）、7名からなる輜重委員会（Comité des charrois de l'armée）、7名からなる軍服委員会（Comité de l'habillement des troupes）、8名からなる食糧糧秣委員会（Comité de surveillance des vivres et subsistances militaires）、13名からなる財産委員会（Comité d'aliénation）、さらに議事録委員会（Comité procés-verbaux）、古文書委員会（Comité des archives）、そして各委員会1名ずつから構成される議事運営委員会（Commission centrale）があった。
これらは以後も廃止されたり統合されたりして増減した。また非常任の臨時委員会もしばしば開かれた。すべての委員会では上部組織への出向を除き、委員の兼任を基本的に禁止していた。
これらの諸常任委員会で最も重要な委員会は公安委員会と保安委員会であった。両委員会は革命の両輪として活動し、公安委員会が行政を、保安委員会が司法（警察）を監視した。公安委員会が他の常設委員会よりも優越的な地位であることが決まったのは1793年9月13日の公会の議決であった。これによって公安委員会以外のすべての委員会は改選を命じられ、委員候補者のリストを公安委員会に提出しなければならなかった。諸常任委員会の委員は、公安委員会が承認したリストの中から、公会が指名することになった。すべての委員会は公会への報告義務があり、公会は公安委員会と保安委員会とに毎月末に報告する義務があった。

### 派遣議員
派遣議員は、1792年の3月から5月の間に制度化され、国民公会の権力代行者として地方や軍隊に派遣されて、無制限の絶大な権限を振るった。彼らの第一の任務は、県行政を国民公会の決定に従わせることと、軍の将軍たちを監視することで、そして30万人募兵令や総動員法の成立後は、物資調達や後方支援など全般が加わった。国民公会の名のもとに恐怖政治を実行したのは彼らであった。派遣議員は当初は国民公会に従属していたが、公安委員会の台頭後は、同委員会の統制を受けるようになった。
一方で、国民公会は、派遣議員の数が増える度に出席する議員の数が減り、議会としての活動は次第に形骸化していった。ジロンド派がまだ議席を持っていた内には激しい論議もあったが、彼らが追放されて山岳派独裁が成立すると重要な法案もほとんどは諸常任委員会のメンバーだけで別室で討論が行われ、国民公会に提出された時には完成した法案となっていることが多くなった。国民公会は、議員達が数日程度の説明を受けて議決する、承認機関のようになり、特定の方針に異議がある場合は、議決動議がある前に、公会ではなく、ジャコバン・クラブや新聞で世論に訴えることが必要で、すでに流れができて、提出されてしまった法案を覆すのは、たとえロベスピエールのような政治家であっても困難であった。国民公会ではほぼ毎日、数十の法案を可決していたので、すべてを把握することすら困難で、派遣議員で出席者が減ると、左派議員が議場に居ない間に、右派の議案がこっそり通されたというようなことすらあった。

### 司法制度
国民公会には3つの司法機関があった。つまり軍事裁判所、民事裁判所、革命裁判所である。前者二つ、軍事裁判所と民事裁判所の治安判事と訴追官（検事）は、臨時行政会議によって（つまり具体的には司法大臣によって）選任され、公安委員会の承認によって決まったが、これらの地位と他の公職との兼任は禁止されていた。政治犯を扱う、革命裁判所の判事と訴追官（検事）、および補佐または代理は、国民公会によって選任されて、投票数の四分の一以上の多数得票で、承認されることが法令で決まっていた。

一方で、捜査機関はさらに多数存在した。これは恐怖政治で国中で反革命容疑者とその陰謀を暴こうと躍起になっていたからで、警察権（捜査権・逮捕権）は、従来の司法省の管轄の警察と、陸軍省（戦争省）管轄の憲兵だけではなく、保安委員会、コミューンの監視革命委員会（革命委員会）、派遣議員、革命軍、さらには1794年4月16日からは公安委員会の治安局も保持していた。これらの機関は互いに既得権益を主張して対立した。